# Tapa (cibo)
Con il termine spagnolo tapa si indica un'ampia varietà di preparazioni alimentari tipiche della cucina spagnola, salate e anche dolci, consumate come aperitivi o antipasti. Le tapa spagnole sono preparate con ingredienti legati alla produzione alimentare mediterranea. 
Le tapa possono essere fredde, quando vengono preparate, per esempio, con le olive miste e il formaggio, o calde, con polpo e calamari fritti.

## Etimologia
L'origine deriva dall'antica usanza di coprire, in spagnolo tapar, i bicchieri di vino nelle taverne e nelle locande, con un pezzo di pane o prosciutto, per evitare che vi potessero entrare insetti o polvere. Esistono altre denominazioni nel territorio spagnolo: poteo o poteos nei Paesi Baschi e in Navarra, alifara in Aragona e picadeta o picaeta nella Comunità Valenciana.

## Alcunetapain uso in Spagna
Tra le preparazioni più usate troviamo:
- Olive (aceitunas)
- polpette (albondigas)

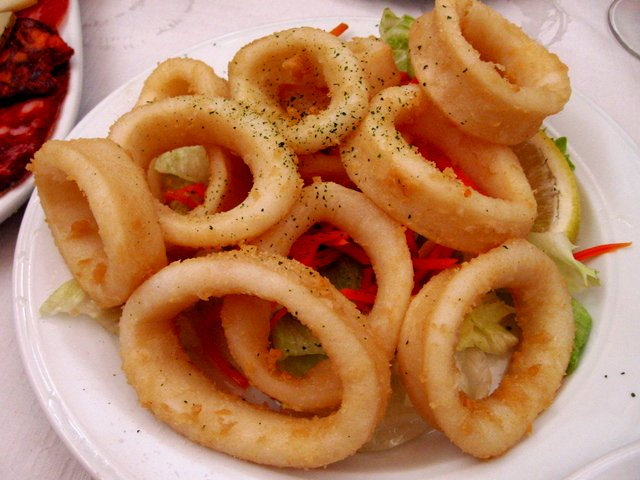
Tapa di calamari.

- aioli, salsa a base di aglio e olio d'oliva dal sapore forte e servita sul pane come antipasto o aperitivo
- bacalao, merluzzo saltato molto lentamente e generalmente servito con pane e pomodori
- boquerones en vinagre, acciughe bianche servite sotto aceto
- calamares fritos, calamares a la romana o rabas, anelli di calamaro fritti
- tortillitas de camarones, frittelle di gamberetti
- pinchos (o pintxos in basco), stuzzichini realizzati con vari ingredienti, infilzati con uno stuzzicadenti e collocati su una fetta di pane
- patatas bravas, patatas a la brava o papas bravas, patate fritte accompagnate da una salsa piccante a base di pomodoro e pimenton (paprica)
- insalata russa (ensalada rusa o ensaladilla)
- carne mechada, carne cucinata a fuoco lento, tenera come una bistecca
- chopitos o puntillitas, piccoli calamari fritti
- polbo á feira (pulpo a la gallega in spagnolo), polpo bollito e condito con olio d'oliva, sale e paprica
- crocchette (croquetas) di besciamella con baccalà o prosciutto
- gamberi all'aglio (gambas al ajillo), gamberi insaporiti con l'aglio e cotti in un tegame di terracotta.[2]
- chorizo al sidro (chorizo a la sidra), fette di chorizo cotte nel sidro.

## Tapanella letteratura e nel cinema
- Francisco de Quevedo nel suo romanzo Vida del Buscón menziona già nel primo capitolo un alimento simile alla tapa.
- Nel romanzo Lazarillo de Tormes, la cui prima edizione risale al 1554, si narra in varie occasioni che si coprono (tapan) i bicchieri con degli alimenti.
- Nella serie spagnola Los ladrones van a la oficina che è ambientata in un bar, è frequente che si servano tapas e che vengano esposte nel bancone.

## Variazioni regionali
In alcune zone del nord della Spagna (Cantabria, La Rioja, Paesi Baschi e Navarra) sono diffusi i pinchos, stuzzichini composti da una fetta di pane e da vari ingredienti, generalmente consumati al tavolo o al bancone. Il loro prezzo varia a seconda degli ingredienti utilizzati nella preparazione.

## Usi e costumi
Generalmente le tapa vengono servite in piccole porzioni, accompagnate da bevande alcoliche o analcoliche e consumate al ristorante o al bar. È inoltre diffusa tra gli spagnoli l'abitudine di gustarne un paio in un bar, accompagnate da una bevanda, per proseguire allo stesso modo di locale in locale. Questo consumo ambulante viene chiamato tapear o ir de tapas. In molte regioni della Spagna è abbastanza frequente cenare fuori, soprattutto durante il fine settimana, spostandosi da un locale all'altro per consumare esclusivamente tapa (picar o picoteo).
Inoltre è tradizione, dopo aver consumato il pasto, pulirsi la bocca con un fazzoletto e gettarlo ai piedi del bancone se il pasto è piaciuto, altrimenti viene gettato semplicemente nel cestino, di conseguenza il bar o ristorante (tipicamente spagnolo) con più fazzoletti sotto il bancone è il migliore produttore di tapa.

## Piatti analoghi
Oltre ai già citati pincho, vi sono dei piatti analoghi anche nelle cucine di altri paesi.
Preparazioni analoghe nei modi di essere servite e consumate sono i cicheti della città italiana di Venezia, sebbene differiscano per alcuni ingredienti. L'abitudine di consumarli nelle osterie tradizionali (dette bacari) è conosciuta in lingua veneta come andar a cicheti.